# Asellaria jatibunicua
Asellaria jatibunicua är en svampart som beskrevs av L.G. Valle & Cafaro 2008. Asellaria jatibunicua ingår i släktet Asellaria och familjen Asellariaceae.   Inga underarter finns listade i Catalogue of Life.